# ریور دو
ریور دو (به انگلیسی: River Doe) رودخانه‌ای است که در انگلستان جریان دارد.